# Ricardo Rodríguez (wrestler)
Ricardo Rodríguez, pseudonimo di Jesús Rodríguez (Los Angeles, 17 febbraio 1986), è un wrestler, manager e annunciatore statunitense di origini messicane, noto per i suoi trascorsi nella WWE tra il 2010 e il 2014.

## Carriera

### Gli esordi (2006–2010)
Rodriguez inizia a lottare per alcune federazioni messicane e statunitensi, usando il personaggio di Chimaera, un luchador mascherato. Lotta nella CHIKARA dove debutta perdendo contro K.C. Day il 14 agosto 2009. Alla Young Lions Cup VII Tournament, spettacolo della Dragon Gate USA, compete in un Dragon Gate Fray match che viene vinto da Brad Allen. Nel 2010 svolge anche il ruolo di allenatore della Fit Pit Pro Wrestling.

### World Wrestling Entertainment (2010–2014)
Rodriguez firma un contratto di sviluppo con la WWE e viene mandato in FCW per allenarsi dove debutta con la gimmick di Chimaera vincendo un 10-man tag team match insieme a Buck Dixon, Husky Harris, Mike Dalton e Li Fang contro la squadra formata da Big E Langston, James Bronson, Darren Young, Kevin Hackman e Roman Leakee. Il debutto da singolo, avviene il 17 dicembre quando perde contro Richie Steamboat. Cambia poi ring name in Ricardo Rodriguez e perde contro Percy Watson. Nei tapings FCW del 12 febbraio 2011, Ricardo Rodriguez perde un 8-man tag team match insieme a Bobby Dutch, Jinder Mahal e Leo Kruger mentre in quelli del 17 febbraio, lui, Damien Sandow e Titus O'Neil perdono un 6-man tag team match contro Donny Marlow, Hunico e Roman Leakee. Il 7 aprile, vince un tag team match insieme a Brodus Clay contro Big E Langston e Donny Marlow mentre la settimana dopo, ottiene anche il suo primo successo da singolo, superando Marcus Owens. Nei tapings FCW del 19 maggio, viene sconfitto da Roman Leakee e in quelli del 9 giugno, da Richie Steamboat. All'FCW Orlando Show del 30 settembre, vince un match contro Peter Orlov.
Rodriguez debutta a SmackDown il 20 agosto 2010, come ring announcer personale di Alberto Del Rio. In qualità di suo ring announcer, spesso Rodriguez aiuta Del Rio a vincere i match distraendo gli avversari, come nella puntata di Smackdown del 24 settembre quando trattiene Christian per il piede destro aiutando Alberto Del Rio a infortunare Christian. Nella puntata di NXT del 4 gennaio, Rodriguez fa il suo debutto sul ring sostituendo Alberto Del Rio in una battle royal fra pro, ma viene eliminato per primo e abbastanza velocemente da R-Truth. In quella del 18 gennaio, combatte contro Conor O'Brian, vincendo. In seguito, sostituisce Del Rio come mentore di Brodus Clay, che però non riesce a vincere la quarta stagione di NXT.
Come sono un'unica entità The Great Khali e Ranjin Singh oppure Andrade e Zelina Vega, Alberto Del Rio e Ricardo Rodriguez passano a Raw con la Draft 2011 quando Rey Mysterio batte Wade Barrett. Nella puntata di Raw del 16 maggio, Rodriguez interviene nel match fra Alberto Del Rio e Rey Mysterio, facendo perdere per squalifica il suo "padrone" ma salvandolo dalla 619 di Mysterio. Nella puntata di Raw del 23 maggio, Ricardo Rodriguez investe con l'auto di Alberto Del Rio, Big Show infortunandolo (Kayfabe). Nella puntata di Raw del 13 giugno, Ricardo viene attaccato brutalmente da Big Show che si vendica dopo essere stato investito dallo stesso Rodriguez qualche settimana prima. Rodriguez fa il suo ritorno a Raw, nella puntata del 18 luglio. Il 26 settembre, nel corso della puntata di Raw Super Show, viene attaccato dopo il Main Event da John Cena e CM Punk. Nella puntata di Raw Halloween del 31 ottobre, Rodriguez viene mandato da Del Rio, ad interferire nel match fra Mark Henry e CM Punk nel quale se quest'ultimo avesse vinto, sarebbe diventato primo sfidante al WWE Title di Del Rio. Dopo aver fatto vincere Henry per squalifica, viene però attaccato da entrambi i partecipanti al match e subisce una World Strongest Slam. A TLC durante il triple threat tra Alberto Del Rio, The Miz e CM Punk viene buttato dagli ultimi due da una scala su un tavolo posizionato precedentemente da un'altezza di più di 6 metri mentre cercava di recuperare il titolo per Alberto. Nella puntata di Raw del 9 gennaio, viene obbligato da The Miz ad insultare R-Truth e quest'ultimo lo fa oggetto della "Shut Up!". Alla Royal Rumble, Rodriguez prende il posto di Del Rio infortunato nella rissa reale, entrando col numero 8 e resistendo per 2 minuti e 16 secondi, prima di essere eliminato da Santino Marella.
Nella puntata di SmackDown del 25 maggio viene sconfitto da Santino Marella. L'11 giugno, a Raw, vince un match di coppia insieme a Beth Phoenix contro Layla e Santino Marella. A fine match, però, quest'ultimo gli strappa la camicia e si scopre che Ricardo indossava una maglietta di Justin Bieber; dopo di ciò scappa nel backstage imbarazzato. Nel sito WWE.com, viene annunciato che al prossimo PPV No Way Out, Ricardo affronterà Santino Marella in un Texudo Match senza il titolo degli Stati Uniti in palio. A No Way Out, Rodriguez perde contro Santino rimanendo in mutande. Nella puntata di Raw del 18 giugno, Alberto del Rio sconfigge Santino Marella e a fine match Ricardo attacca Santino. Nelle settimane successive continua ad aiutare Alberto del Rio nei suoi match e nei siparietti, tra cui uno vestito da Sheamus. A fine luglio aiuta il suo padrone a vincere un Fatal 4-Way Match che includeva anche Kane, Daniel Bryan e Rey Mysterio. Il vincitore poteva sfidare Sheamus per il World Heavyweight Championship. Nella puntata di Raw del 24 settembre, la GM AJ Lee organizza un 6-man tag team match fra coloro che sono stati colpiti dal Brogue Kick di Sheamus, ovvero Alberto Del Rio, David Otunga e Rodriguez contro lo stesso irlandese, Rey Mysterio e Sin Cara, match che viene vinto da questi ultimi. Dopo qualche settimana in cui accompagna Alberto Del Rio nei suoi match, debutta come lottatore vero e proprio a Saturday Morning Slam, presentandosi come El Local, perdendo contro Sin Cara. Settimane dopo il match tra Alberto Del Rio e Sheamus vinto da quest'ultimo Ricardo viene scaraventato contro Big Show nei "gioielli". Nella puntata di Raw del 17 dicembre viene attaccato dallo Shield nel backstage.
A TLC 2012 Ricardo viene bullizzato dai 3MB (Heath Slater, Jinder Mahal e Drew McIntyre) durante una puntata del Talk Show Miz TV, ma viene salvato da Alberto del Rio che ha colpito i tre heel, in successione tutti salgono sul Ring dove i 3MB vengono spediti fuori. Dopo questo avvenimento i 3MB sfidano The Miz ed Alberto Del Rio in un match che si dovrà svolgere proprio quella sera, chiedendo a Miz e Del Rio di trovarsi un altro partner. Il partner che hanno trovato è stato Brooklyn Brawler che li ha aiutati a sconfiggere i 3MB in meno di 4 minuti. Nella Puntata di Raw dedicata agli Slammy Awards viene attaccato dallo Shield. A Payback Del Rio dopo aver vinto comincia a parlare di quanto sia importante per la wwe e viene fischiato dal pubblico presente nell'arena e inoltre dice che i tifosi non gli hanno portato rispetto e che gli darà un'altra chance.
Il giorno dopo a Raw quando Del Rio e Ricardo entrano nello stage incominciano a parlare dicendo che l'America è per i maiali effettuando completamente il Turn Heel. In seguito è stato sospeso per 30 giorni dalla WWE per aver violato il wellness program.
Il 5 agosto 2013 viene preso a calci da Alberto Del Rio per averlo fatto perdere in un match, così Ricardo tornerà Face e finirà la squadra con Alberto Del Rio. Nella puntata di RAW del 19 agosto Alberto Del Rio sconfigge Sin Cara per KO perché durante il match si è infortunato, i festeggiamenti di Alberto vengono interrotti da Ricardo Rodriguez il quale sbeffeggia Del Rio alleandosi con Rob Van Dam. A Night of Champions e a Battleground il suo nuovo assistito, ovvero Rob Van Dam, non riesce a vincere il World Heavyweight Championship contro il suo ex protetto Alberto Del Rio. Il 7 ottobre a Raw ottiene la sua prima vittoria importante in carriera sconfiggendo il campione del mondo dei pesi massimi Alberto del Rio schienandolo con un semplice roll up grazie alla distrazione che Vickie Guerrero ha causato a Alberto Del Rio. A fine match è stato attaccato dallo stesso Del Rio.
Nel mese di ottobre e di novembre comincia ad allenarsi al WWE Performance Center. La WWE ha chiamato l'ex ring announcer di Alberto Del Rio come sostituto di Heath Slater infortunato per il periodo di dicembre-gennaio nella 3MB: debutta il 29 dicembre, da Heel, in House Show ad Hersey, in coppia con Jinder Mahal e Drew McIntyre, perdendo contro Los Matadores ed El Torito.
Rodriguez comincia a lottare ad NXT mascherato e con il ring name di El Local, facendo coppia con il nuovo arrivato Kalisto. I due debuttano l'8 maggio, battendo i Legionnaires (Marcus Louis e Sylvester Lefort). La settimana dopo sfidano gli NXT Tag Team Champions, gli Ascension (Konnor e Viktor), ad un match titolato per NXT Takeover, venendo sconfitti.
Il 30 luglio la WWE annuncia il suo licenziamento.

## Personaggio

### Mosse finali
- Corkscrew moonsault
- Running splash

### Soprannomi
- "R-Rod"

### Wrestler assistiti
- Alberto Del Rio
- Brodus Clay
- Rob Van Dam

## Titoli e riconoscimenti
- Battleground Pro Wrestling
  - BPW Maximum Championship (1)
- Insane Wrestling League
  - IWL Tag Team Championship (1) – con Jason Watts
- New Wave Pro Wrestling
  - NWPW Tag Team Championship (1) – con Jason Watts
- Vendetta Pro Wrestling
  - Vendetta Pro Tri-Force Championship (1)
  - Vendetta Pro Tri-Force Championship Tournament
- World Wrestling Council
  - WWC Puerto Rico Heavyweight Championship (1)
- Wrestling Observer Newsletter
  - Best Non-Wrestler (2011)
- Altri titoli
  - CWX Lucha Libre Championship (1)
  - NWT/NTLL Light Heavyweight Championship (1)